# パパ・ドント・プリーチ
「パパ・ドント・プリーチ」（Papa Don't Preach）は、1986年にリリースされたマドンナの楽曲。3枚目のアルバム『トゥルー・ブルー』から2枚目のシングル・カット。

## 概要
作詞・作曲はブライアン・エリオットとマドンナ。
ビルボード誌の総合チャートBillboard Hot 100で2週連続1位となり、他にも11か国のヒット・チャートで1位を獲得。

## プロモーション・ビデオ
"未婚、未成年での出産"という、アメリカ社会が抱える問題がクローズアップされている。設定は父と娘だけの中流家庭。少女時代の幸福な時代から、成長し、一人の青年と出会い、愛し合った結果、妊娠してしまうという、ストレートなメッセージ性を持った作品である。それまでのヒット曲「ライク・ア・ヴァージン」や「マテリアル・ガール」に描かれたイメージとは一転して、異色とも言えるリアリティを持つビデオである。著名な俳優であるダニー・アイエロが父親役として出演している。監督はジェームズ・フォーリー。
1987年のMTV最優秀女性ビデオ賞 (en:MTV Video Music Award for Best Female Video) を受賞した。

## 収録曲
日本盤 7" シングル
1. パパ・ドント・プリーチ - 4:27
2. シンク・オブ・ミー - 4:54

## カバー
1986年のアルバム『Venus』で長山洋子が日本語でカバーをした。ケリー・オズボーン（オジー・オズボーンの娘）が2002年にこの曲をカバーし、歌手デビューした。同バージョンは、テレビ番組『オズボーンズ』のサウンドトラック・アルバムや、ケリーのデビュー・アルバム『シャット・アップ』にも収録。
2005年に中林芽依がシングル「Sympathy」でカップリング曲としてカバーした。